# A-ha
A-ha (estilizado como a-ha) es una banda noruega de pop rock, formada en Oslo el 14 de septiembre de 1982. El grupo está compuesto por Morten Harket como vocalista, Magne Furuholmen en los teclados y Paul Waaktaar-Savoy en la guitarra. El trío saltó a la fama mundial gracias a su álbum debut, lanzado en 1985, que tuvo un gran éxito de ventas. Desde entonces, se han posicionado como una de las bandas más populares de este género de todos los tiempos. Han vendido alrededor de 100 millones de álbumes y singles en todo el mundo.
El grupo cosechó grandes éxitos en la década de los ochenta, principalmente por su canción «Take on Me», continuando su carrera durante los noventa con un impacto algo más moderado. Tras su quinto álbum de estudio, Memorial Beach, el trío se separó desde el 1994 hasta el año 1998. Para A-ha los primeros años del nuevo milenio transcurrieron sin grandes novedades hasta 2009, cuando publicaron su noveno álbum de estudio Foot of the Mountain, que sería su mayor éxito en la década y suponía un regreso a las raíces del grupo. Durante 2010, la banda ganó aproximadamente 500 millones de coronas noruegas entre entradas de conciertos, merchandising y el lanzamiento de un álbum de grandes éxitos, lo que los convierte en una de las 40–50 bandas más taquilleras del mundo. A-ha se separó un año más tarde, en 2011, pero regresaría 4 años después.
Con motivo del trigésimo aniversario de la banda, A-ha grabó un nuevo álbum de estudio, Cast in Steel, que fue lanzado el 4 de septiembre de 2015 junto a una gira promocional, que incluyó un concierto especial de aniversario del grupo en el festival Rock in Rio. Asimismo, lanzaron ediciones nuevas, remasterizadas y expandidas, de sus primeros álbumes de estudio.
En suma, a-ha ha lanzado once álbumes de estudio, varias compilaciones y cuatro álbumes en vivo. Su álbum más reciente, True North, fue lanzado en 2022. En noviembre de 2012, los tres compañeros de banda fueron nombrados Caballeros de Primera Clase de la Real Orden Noruega de San Olav por su contribución a la música noruega.

## Historia

### Primera etapa: 1982-1994
En 1976, Paul y Magne formaron su propia banda, llamada Bridges. Tras el lanzamiento de un LP de escasa aceptación, sumado a posteriores problemas, el grupo se separó. Conscientes de que necesitaban un vocalista, se pusieron en contacto con Morten Harket, quien en ese momento era vocalista Soldier Blue, una banda local de Oslo. Sin embargo, Morten rechazó la oferta.
Paul y Magne, decididos a seguir adelante, viajaron al Reino Unido en 1982, para regresar a Noruega seis meses después, debido al poco éxito y la falta de dinero. Fue entonces cuando contactaron nuevamente con Morten y, esta vez, el joven aceptó colaborar con ellos. De esta forma, A-ha se creó el 14 de septiembre de 1982.

"El 14 de septiembre de 1982, el cumpleaños de Morten, dos jóvenes visitaron la casa de los Harket para darle la bienvenida como el nuevo cantante de su banda. Pål iba vestido con un traje oscuro, mientras que Magne tenía las manos con poemas de celebración. Desde entonces, el recién formado trío puso todos sus esfuerzos en la banda."
Henning Kramer Dahl y Håkon Harket, Så Blåser Det På Jorden a-ha i Nærbilder (Aventura Forlag, 1986).

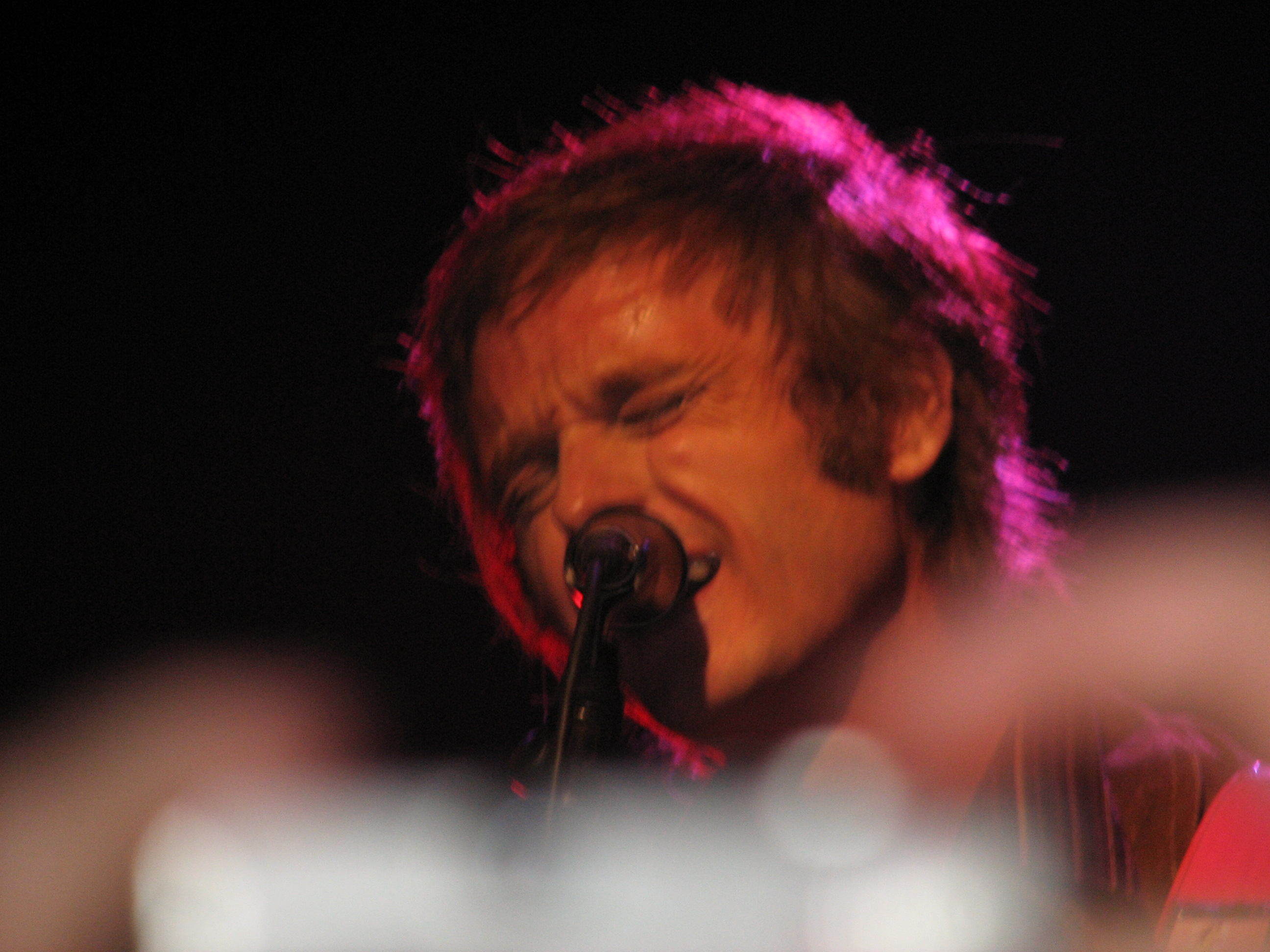
Pål Waaktaar-Savoy.

Morten fue quien sugirió el nombre del grupo cuando, mirando el cuaderno del Paul, vio la palabra "aha" en la letra de la canción "Nothing to It" (canción nunca publicada). Eligieron este nombre ya que se encontraban buscando un nombre que fuera fácil de recordar y significara lo mismo en inglés y en noruego. Además, para Paul Waaktaar, la palabra era de carácter positivo e internacional.
Los tres empezaron a componer temas en una cabaña de los padres de Paul en Nærsnes, donde grabaron nueve demos para llevarse a Londres, entre ellas "Living a Boy's Adventure Tale", "The Sphinx" ("Train of Thought") y "Lesson One" (más tarde convertida en "Take on Me"). En ese tiempo también grabaron una canción en noruego, "Så Blåser Det På Jorden", que nunca utilizaron y que, de hecho, fue la primera canción que escribieron. Después de varios meses de trabajo en el estudio de grabación improvisado, se sintieron preparados para viajar a Londres.
El 2 de enero de 1983, los tres abandonaron Noruega con destino a Londres. Magne viajó una semana más tarde para quedarse con su novia, Heidi Rydjord.
El grupo estuvo los primeros meses buscando una compañía. La primera que visitaron fue Decca, que los rechazó. La primera compañía con la que firmaron fue Lionheart, pero dicho contrato no duró demasiado y no se llegó a realizar nada con la compañía.
Los primeros meses en Londres fueron difíciles para el grupo. Vivían en un piso pequeño e inadecuado y buscaron relaciones con otras personas en la ciudad. Morten, por ejemplo, estuvo unos días viviendo con Steve Strange. Al poco tiempo, tuvieron que tomar un descanso y regresar a Noruega para ganar algo de dinero. Morten se reunió con el líder de Soldier Blue, Arild Fetveit, que conocía del colegio, y formaron un grupo llamado Sporty Morty and the Houserockers, que solo tocó un concierto.
En la primavera de 1983, A-ha regresó a Londres para intentarlo de nuevo. Tras mirar varios anuncios en periódicos, el 1 de abril fueron a los Rendezvous Studios de John Ratcliff para grabar. Con solo dos canciones, entre ellas "Dot the I", Ratcliff tuvo suficiente y les presentó a Terry Slater, ex-bajista de The Everly Brothers, a quien le gustó lo que escuchó, pero no estaba satisfecho. Les dio una semana y, tras cumplir el plazo, el grupo consiguió un mánager.
Después de innumerables sesiones de grabación, A-ha finalmente firmó con Warner Bros. en diciembre de 1983. En su primera conferencia de prensa, el 4 de diciembre, anunciaron que habían conseguido un contrato discográfico. Aún necesitaban encontrar un productor adecuado y Tony Mansfield fue el primero en trabajar con ellos. Más tarde, trabajaron con Alan Tarney, quien les ayudó a conseguir más éxito.
Una vez firmó con Warner, A-ha debía lanzar su primer sencillo en 1984. Para el mismo, trabajaron sobre una canción de los orígenes del grupo: "Lesson One", una versión modificada del tema "The Juicyfruit Song" del grupo Bridges. Los arreglos se fueron sucediendo hasta dar con la primera versión de "Take on Me", que fue lanzada en octubre de 1984. Sin embargo, la canción fracasó tras vender 300 copias.

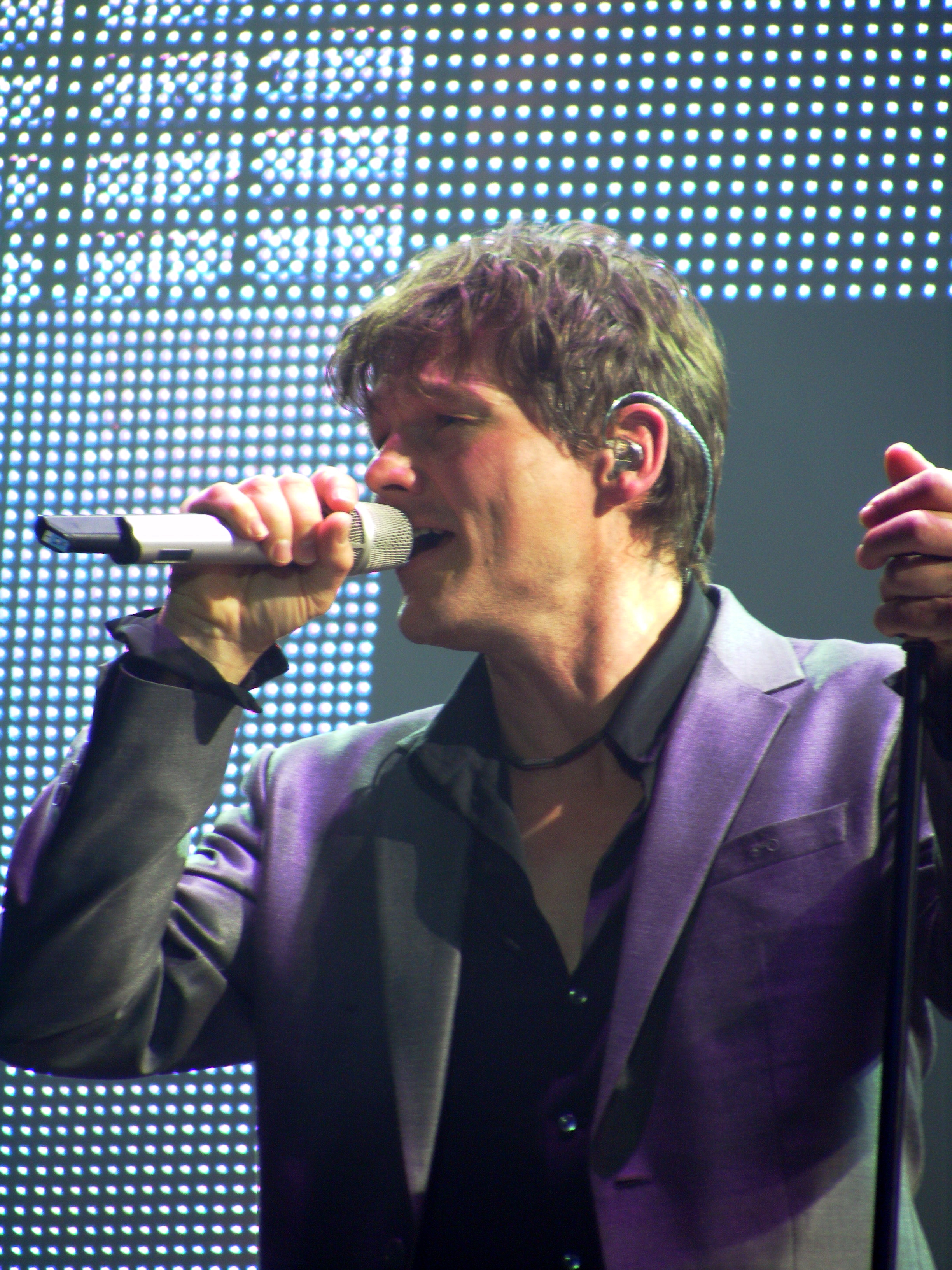
Morten Harket. Vocalista del grupo.

En abril de 1985, se publica una nueva versión de "Take on Me", remasterizada por John Ratcliff y producida por Alan Tarney. Nuevamente, la canción fracasó. Convencidos del potencial del tema, graban un vídeo, dirigido por Steve Barron, en el que se hace uso de una innovadora técnica que mezcla escenas reales con escenas animadas en blanco y negro, cual cómic. El video se convirtió en un fenómeno a nivel internacional y fue ganador en 1986 de seis premios MTV. En su tercer lanzamiento en septiembre de 1985, el sencillo se vuelve un éxito internacional, llegando al n.º 1 en Estados Unidos y al n.º 2 en Reino Unido, alcanzando ventas de 9 millones de copias. En paralelo, A-ha lanza su álbum debut Hunting High and Low el 28 de octubre de 1985. Perfilado por el productor Tony Mansfield, el álbum vendió 10 millones de copias y registró tres n.º 1, llegando a lo más alto de las listas de popularidad. "The Sun Always Shines on T.V." fue el primer n.º 1 de A-ha en el Reino Unido.
En 1986, A-ha gana ocho de las once candidaturas a los premios MTV, seis de ellos por "Take on Me" y dos por "The Sun Always Shines on T.V.". También fueron nominados para el Grammy como "Mejor artista nuevo", el cual perdieron frente a Sade. La primera gira de a-ha comenzó el 3 de junio del mismo año, debutando en el escenario en Perth, Australia, cerca de sacar su próximo álbum de estudio.
El segundo álbum, Scoundrel Days, fue lanzado el 6 de octubre de 1986. A pesar de alcanzar también grandes ventas, 6.6 millones de copias, no consiguió igualar al primero. Sin embargo, según los integrantes del trío, este es el álbum que más suena de A-ha, un álbum más rock que supone un nuevo nivel para la voz de Morten. Prosiguieron con su gira al tiempo que se ocupaban de los sencillos y vídeos musicales del álbum.
El 19 de enero de 1987, en el Fairfield Hall de Croydon, en el Reino Unido, John Barry, principal compositor de las películas de James Bond, contacta con a-ha para colaborar en la canción de título de la película de ese año, The Living Daylights (007: Alta tensión; Su nombre es peligro), lo que dio lugar a un acuerdo algo conflictivo: la falta de tiempo de Barry hace que Paul trabajara solo en la canción. Por ello, Waaktaar protesta porque Barry nunca contribuyó a la creación del tema y que su nombre no debería aparecer en los créditos. Sin embargo ha llegado a confesar que agradece mucho los arreglos que Barry aportó al tema al final, pues fue cuando sonó verdaderamente a Bond. Otro problema que tuvieron fue el empeño de a-ha en utilizar la versión que ellos grabaron como tema para la película. Barry se negó ya que la versión de a-ha no se correspondía con el estilo de las películas de Bond. Nada de esto, sin embargo, impidió que la canción fuera un éxito y que se publicaran las dos versiones de la misma: la versión para la película salió a la venta como sencillo de a-ha en julio, vendiendo 2.5 millones de unidades, así como en la banda sonora de la película. La versión de a-ha aparecería en su tercer álbum de estudio.
En mayo de 1988, a-ha lanzó su tercer álbum, Stay on These Roads. Si bien el álbum también logró bastante éxito, también vendió menos que su predecesor, registrando unas cifras de 4.2 millones de copias. Fue acompañado de una gira y varios sencillos con sus videos musicales.
East of the Sun, West of the Moon es el cuarto trabajo de a-ha, lanzado en octubre de 1990. Este álbum incluye el exitoso "Crying in the Rain", que es un cover de la canción de The Everly Brothers. a-ha siguió, realizando una "doble gira": una gira europea y una serie de conciertos titulada Walk Under the Sun, Dance Under the Moon exclusivamente para América del Sur. El éxito todavía acompaña a a-ha, cuyo cuarto episodio vende 4.2 millones de copias y durante la gira en Sudamérica lograron un récord Guinness mundial a la mayor audiencia en un concierto de pago: 198.000 personas vieron a a-ha en el estadio de Maracaná, en Río de Janeiro, en 1992. Sin embargo, ese éxito no evitó que a-ha comenzara a decaer [cita requerida].
En noviembre de 1991, a-ha lanza su primer recopilatorio, Headlines and Deadlines. El álbum es sucedido por una época cargada de sencillos y vídeos musicales. Aparentemente esta etapa no sentó muy bien al grupo. Paul: "No queríamos realizar más sencillos. Queríamos hacer un álbum de verdad".

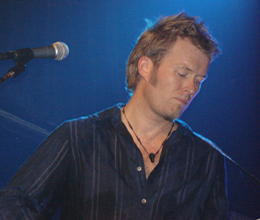
magne f. Cofundador, teclista y compositor del grupo.

En 1993, sale Memorial Beach, trabajo fruto de los esfuerzos de la banda por alejarse de esa etapa y elaborado a raíz de los conflictos personales y creativos que sufría el grupo en esos momentos. El resultado fue el álbum más oscuro de a-ha con un estilo predominantemente rock con el que nunca antes habían trabajado. El álbum fue el de menos aceptación, con las ventas más bajas de la carrera de la banda: aproximadamente 750 000 copias, actualmente 1.2 millones. Dicha cifra completó el escalonado declive de las ventas de a-ha. El mismo año del lanzamiento del álbum emprenden la gira Memorial Beach Tour por Europa y Sudáfrica. En 1994 el grupo graba su último sencillo, titulado irónicamente "Shapes that Go Together". El tema era la canción para los Juegos Paralímpicos celebrados ese año en Lillehammer, Noruega. Poco después, dieron su último concierto el 19 de junio de 1994 en el White Nights Festival, de San Petersburgo, Rusia y después de varias especulaciones sobre su próximo álbum, a-ha deja de colaborar como banda y cada miembro comienza una carrera en solitario. Sin embargo, la separación de a-ha nunca fue formal, sino solo una inactividad de varios años.

### Primera ruptura: 1994-1998
Con la parada de a-ha cada miembro del grupo empezó a desarrollar una carrera en solitario.
Morten Harket, que ya había lanzado en su primer álbum solista en 1993, Poetenes Evangelium, lanzó su primer álbum en inglés en 1995, Wild Seed y un año más tarde realizó un segundo trabajo en noruego, Vogts Villa, ambos acompañados de una serie de conciertos entre 1995 y 1996. Además de su carrera musical, Morten se involucra en proyectos medioambientales.
Magne Furuholmen, junto con Kjetil Bjerkestrand como Timbersound, se dedicó a realizar bandas sonoras para películas a la vez que desarrollaba su potencial como artista en artes gráficas. Tres álbumes se publicaron en este etapa: Ti Kniver I Hjertet (1994), Hotel Oslo (1996) y Hermetic (1997), los dos últimos en colaboración con el cantante sueco Freddie Wadling.
Pål Waaktaar forma en 1994 el grupo Savoy (banda) junto a su mujer, Lauren Savoy, y el batería Frode Unneland. En 1996 lanzaron su álbum debut, Mary Is Coming, que les mereció un disco de oro en Noruega y que consolidó a Pål Waaktaar como artista lejos del éxito de a-ha. Lanzaron dos álbumes más en este periodo, Lackluster Me (1997) y Mountains of Time (1999), el cual recibió un disco de platino en Noruega.

### Segunda etapa: 1998-2010
En el verano de 1998, a-ha se reúne de nuevo para hablar sobre el futuro de la banda tras la invitación a participar en el Concierto del Premio Nobel de la Paz. El grupo entonces se reúne de nuevo y graban en noviembre "Summer Moved On".

"Nos daba apuro decir que no. En realidad ya nos habían invitado dos o tres veces. No queríamos aparecer con material reciclado. Pensamos que sería aburrido tocar dos canciones viejas. Esto me inspiró, y escribí 'Summer Moved On' como una explicación de lo que había ocurrido en la banda." – Pål Waaktaar-Savoy
"Tenía que hacerlo [la reunión] por el espíritu de a-ha." – Morten Harket

El 4 de diciembre, en una conferencia de prensa en el restaurante Frognerseteren de Oslo, a-ha anuncia sus planes sobre un nuevo álbum y gira. Su vuelta les valió en el 2000 un premio Goldene Europa como "regreso del año". El 11 de junio de 1999 varios representantes de compañías discográficas viajan a Oslo para escuchar diez demos grabadas por a-ha. El 9 de julio firman un nuevo contrato con WEA Records.

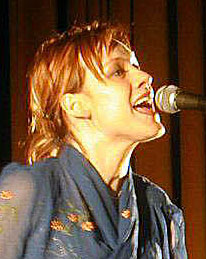
Anneli Drecker colaboró en directo y en el estudio con a-ha entre 2000 y 2002.

Siete años después de su último trabajo en 1993, a-ha presenta su álbum de regreso, Minor Earth | Major Sky, el 17 de abril de 2000 en Europa, que incluye un cover de Savoy, "Velvet", interpretado por Morten y no por Paul, a petición de la compañía. a-ha comienza a sonar de nuevo en las emisoras de radio y el álbum logra tanto éxito que es premiado con varios Disco de Oro como en Suiza y otros países, además de que es catalogado como uno de los mejores 20 álbumes del año a nivel mundial. El nuevo álbum contenía un sonido distinto al cultivado por el grupo durante la etapa anterior y es que, desde su reunión, la influencia de las carreras en solitario de cada uno se ha utilizado en la mayoría de los álbumes de la segunda etapa.

"Fue influenciado por el trabajo solista de los últimos años. Habíamos acabado de grabar el tercer álbum de Savoy y disfrutaba haciendo música. Esta actitud fue la que movió la grabación del primer álbum de a-ha en siete años, y se convirtió en el núcleo del disco.
Paul Waaktaar-Savoy"

El 24 y 25 de marzo de 2001, a-ha regresa a Oslo para dar un concierto, vendiendo todas las entradas. El concierto del día 24 es el recogido en el DVD Live at Vallhall – Homecoming. a-ha remonta sus ventas llegando a 2.75 millones de copias vendidas.
En abril de 2002, en Europa, sale el álbum Lifelines que batiendo los récords del álbum de regreso se convierte en Disco de Platino en Noruega sólo dos días después de su lanzamiento. El álbum logra vender 2.5 millones de copias. El 8 de junio, comienza la gira Lifelines World Tour en el Ullevaal Stadion (Oslo, Noruega) por Europa, los Estados bálticos, Rusia y América del Sur que, tocando frente a un total de medio millón de personas y aclamada por la crítica, se convierte en la gira de mayor éxito del grupo. Se grabaron las últimas seis semanas de la gira y de ellas se extrajo el álbum en directo, How Can I Sleep with Your Voice in My Head.
El 17 de marzo de 2003, a-ha comienza la promoción del álbum en directo. El grupo participa en promociones de radio y televisión en Alemania, Noruega y España. El 10 de marzo del mismo año, se lanza el único sencillo del álbum, "The Sun Always Shines on T.V. (Live)". Entre el 27 de octubre y el 2 de noviembre a-ha da seis conciertos en Rusia y Ucrania. Para acabar, el trío da dos conciertos más el 3 y 4 de noviembre en Trondheim como parte de un festival de estudiantes.
El 7 de mayo de 2004, a-ha anunció un nuevo contrato con la compañía Universal Music Group. El 4 de junio a-ha dio un concierto en un escenario flotante en el puerto de Bergen ante un público de 13 000 personas. Cerraron las actuaciones en directo de ese año con una última actuación el 12 de junio en Middelfahrt, Dinamarca como parte del festival Rock Under Broen. El 30 de octubre Savoy lanza su cuarto álbum de estudio, Savoy y el 20 de septiembre Magne lanza su primer álbum de estudio solista, Past Perfect Future Tense. a-ha también edita material ese año: se publica el 21 de octubre la biografía autorizada The Swing of Things de Jan Omdahl y el 29 de noviembre se lanza el recopilatorio The Singles 1984-2004 en conmemoración del lanzamiento de la primera versión de "Take on Me" (que no se incluye en el álbum). La misma noche del lanzamiento de la biografía, a-ha recibe en el Oslo Spektrum el Premio de Honor en los Nordic Music Awards.
En febrero de 2005, se anuncia que a-ha ha regresado al estudio para comenzar la grabación de su primer álbum con el sello de Universal (lanzado bajo Polydor Records). El 2 de julio participan en el concierto benéfico Live 8 donde tocan "Hunting High and Low", "Summer Moved On" y "Take on Me". Su octavo álbum de estudio, Analogue, fue lanzado el 4 de noviembre de 2005.
En 2006, a-ha continúa con la gira y la promoción de Analogue y en verano regresan al estudio para grabar una versión de la canción "#9 Dream" de John Lennon, para el proyecto musical de Amnistía Internacional, Instant Karma: The Amnesty International Campaign to Save Darfur. El 24 de febrero de 2006 se presentan con gran éxito en el Festival Internacional de la Canción de Viña del Mar, Chile. En octubre de este año a-ha recibió el prestigioso Q Inspiration Award por su larga contribución a la música.
En 2007, un año conmemorativo para a-ha, que cumplían 25 años de carrera, el grupo toca cuatro conciertos, tres en Noruega en agosto y septiembre y uno el 15 de septiembre en Kiel, Alemania, que fue retransmitido en directo a través de MSN. El grupo alegó que serían su último concierto hasta la salida de su próximo álbum de estudio, tras un breve parón, movidos por el entusiasmo de volver a grabar en solitario.
Paul Waaktaar-Savoy fue el primero en lanzar su nuevo proyecto con Savoy. En agosto de 2007, lanzaron Savoy Songbook Vol. 1 en Noruega. Se trata del primer recopilatorio del grupo en el que se recoge una selección de las mejores canciones a juicio de la propia banda junto con tres canciones nuevas y regrabaciones de algunos temas antiguos.

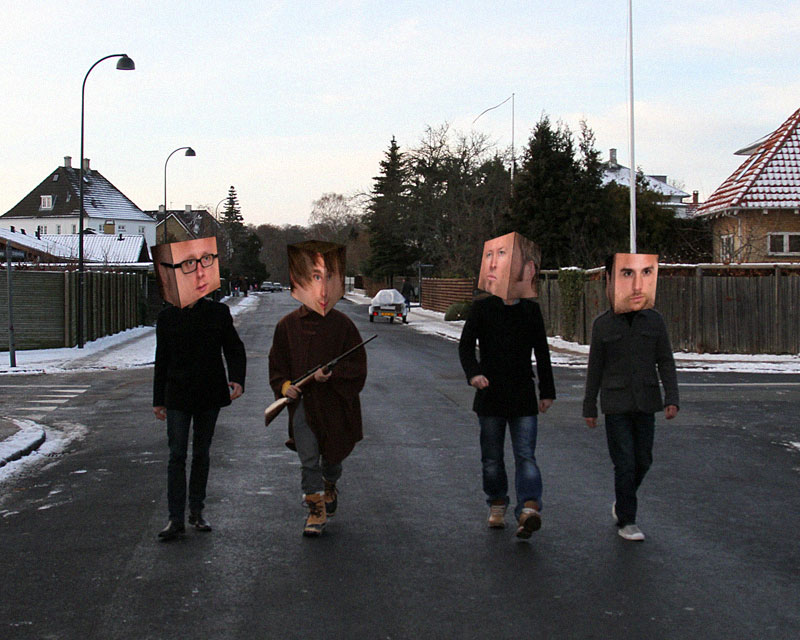
Magne colabora con el supergrupo Apparatjik desde 2008.

Magne Furuholmen lanzó su segundo álbum de estudio solista, A Dot of Black in the Blue of Your Bliss, en enero de 2008. Magne colabora desde 2008 con el supergrupo Apparatjik.
Después de participar en el Concierto del Premio Nobel de la Paz y lanzar su primer sencillo desde "Heaven's Not for Saints" (1996), "Movies" en noviembre de 2007, Morten Harket lanzó en mayo de 2008 en Alemania y Noruega el sucesor de su álbum Wild Seed al mismo tiempo que aparecía en el Reino Unido los trabajos de Savoy y Magne. Letter from Egypt supone el regreso de Harket como solista después de 12 años de silencio, y fue el regreso solista más esperado entre la comunidad de fanes de a-ha.
Con el lanzamiento de sus trabajos, a-ha decide dar una mini-gira especial, An Evening with Morten Harket, Savoy and Magne F, en la que los tres miembros se presentan como solistas ante el público noruego e inglés en Oslo y Londres.
En enero de 2009, "Take on Me" fue elegido como el mayor éxito noruego de los últimos 50 años. Magne y Morten acudieron a la gala de entrega de los premios Spellemann 2008 del 24 de enero en el Oslo Spektrum para recoger el premio.
A finales de marzo, a-ha viajó a Sudamérica para dar tres conciertos en el que ofrecieron una avance de su próximo trabajo. Tocaron las dos que ya se conocían del concierto en el Royal Albert Hall y mostraron la canción "What There Is". Hasta abril no se volvió a saber nada del álbum, cuando el día 24 lanzaron en internet y en las radios noruegas el primer sencillo "Foot of the Mountain". Poco después se comercializó la canción y se dio a conocer que el álbum saldría en junio del mismo año.
Foot of the Mountain se lanzó en junio en Europa y en julio en el Reino Unido, donde ingresó en el lugar n.º 5 de las listas. Además, el álbum estuvo situado en el n.º 1 de las listas de descarga de iTunes en Alemania. El álbum supuso el regreso a los orígenes de a-ha, con el estilo y elementos que definieron a la banda en sus primeros años. Cuatro días después de su lanzamiento en Noruega, se registraron 30 000 copias vendidas y el álbum consiguió un disco de platino.
El 6 de agosto, a-ha dio un concierto en Neuwied, Alemania, patrocinados por la estación de radio SWR3. Más adelante, el 19 de septiembre, a-ha actuó en el SWR3 New Pop Festival en Baden-Baden donde recibieron el premio Pioneer of Pop.
El 15 de octubre de 2009, a través de su web oficial, el grupo anunció su decisión de terminar a-ha definitivamente y celebrar los 25 años de carrera del trío con una gira de despedida en el 2010.

"Hemos vivido, literalmente, la gran aventura de un cuento de niños, gracias a una carrera más larga y premiada de lo que nadie podía imaginar. Esto nos da la oportunidad de involucrarnos en otros aspectos significantes de la vida, como causas humanitarias, política, o lo que sea - por supuesto a través del campo del arte y la música. Nos retiramos como banda, no como solistas. El cambio es siempre difícil y es fácil encasillarse en algo determinado. Ha llegado la hora de moverse."
a-ha

El 27 de octubre, a-ha inició la gira Foot of the Mountain Tour que concluyó el 25 de noviembre, convirtiéndose en la gira más pequeña del grupo. Esta sirvió para sentar las bases de la próxima gira del grupo, Ending on a High Note.

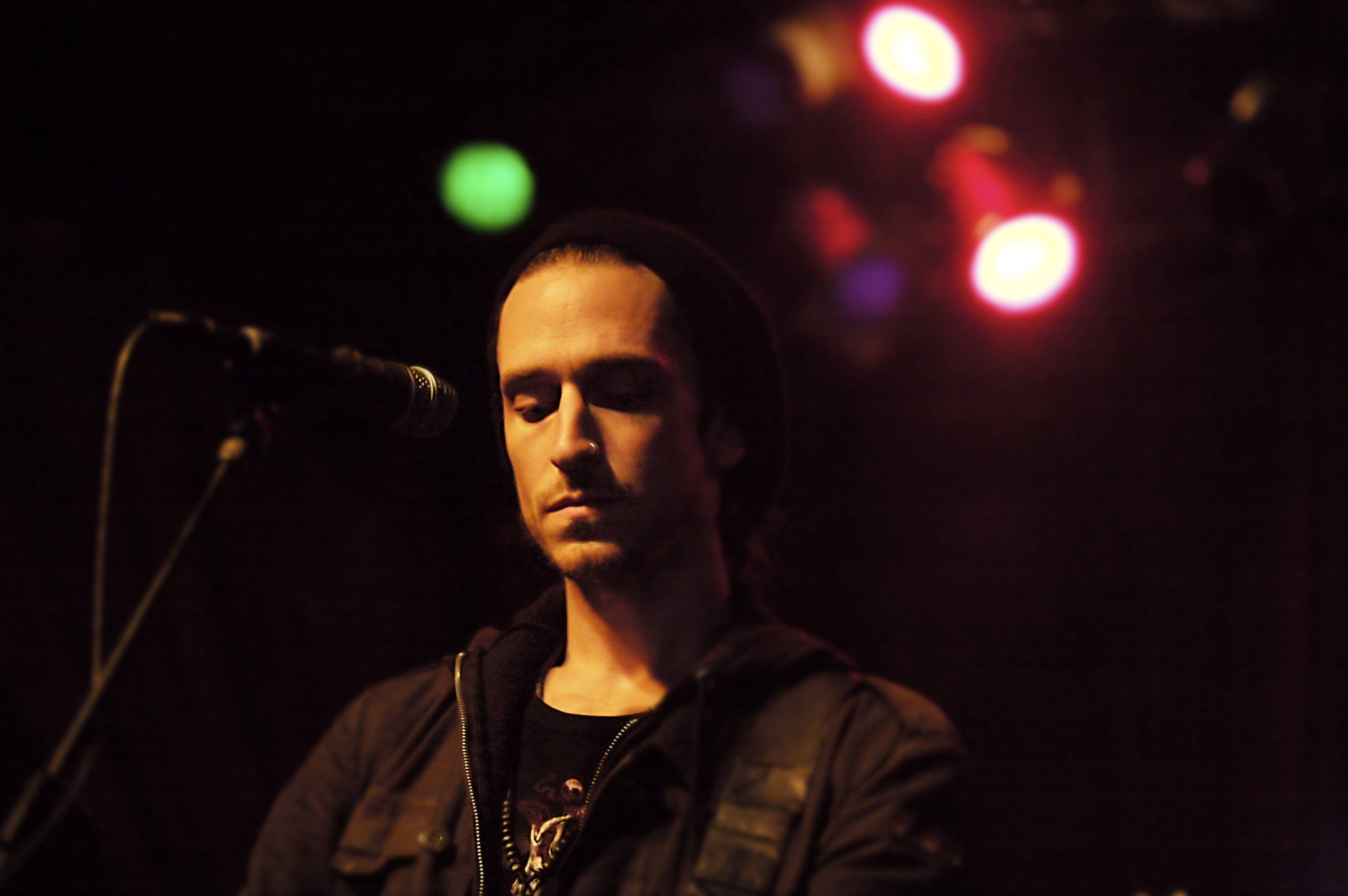
Jimmy Gnecco (de la banda Ours) fue telonero en varios conciertos de la gira Ending on a High Note.

Tras el anuncio de su retirada, y tras terminar con la gira de Foot of the Mountain, el grupo inició su gira de despedida, Ending on a High Note el 4 de marzo de 2010 en Buenos Aires.

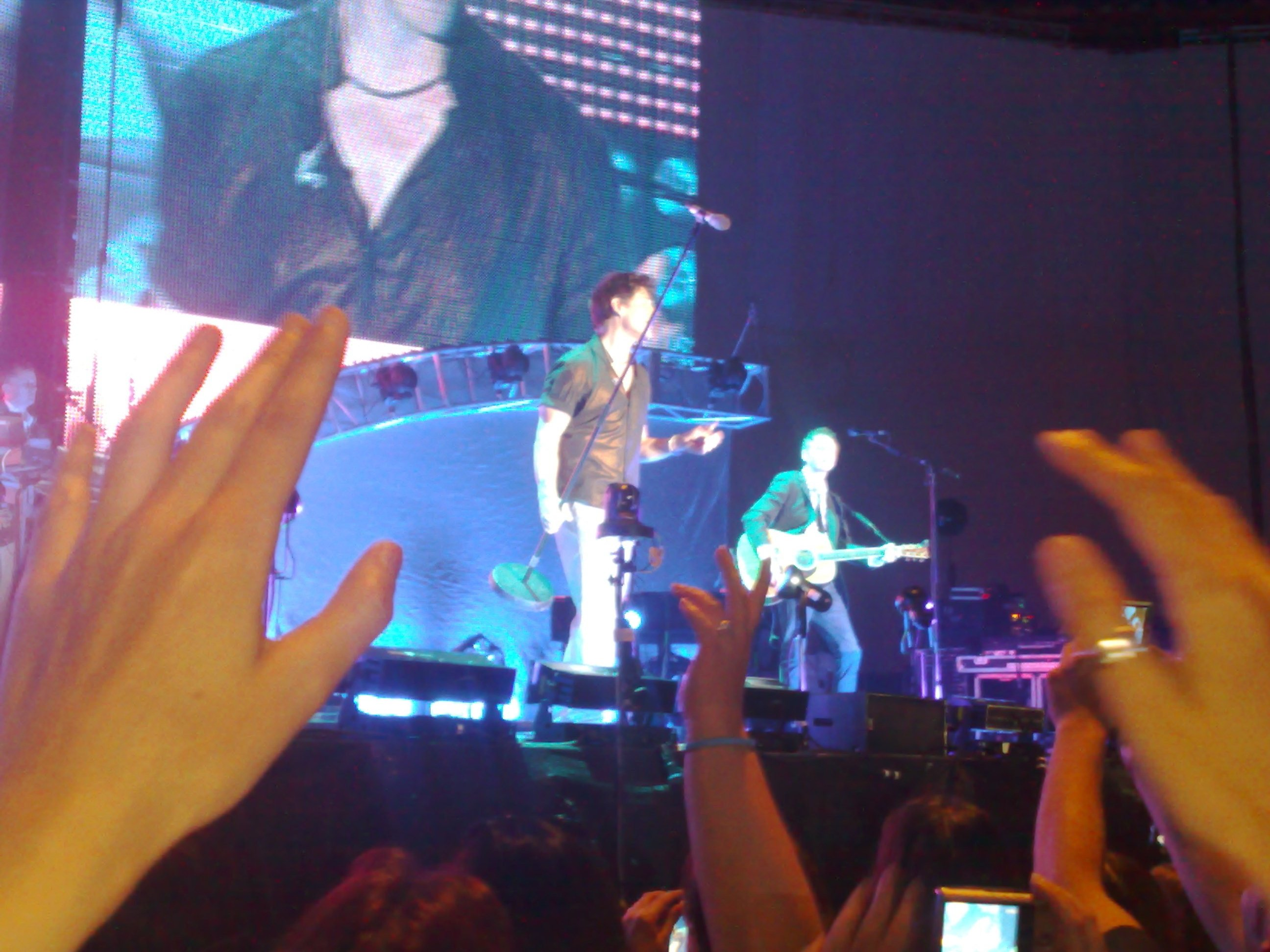
a-ha en directo en el Palacio Vistalegre en su último concierto en Madrid, España, el 14 de octubre de 2010, durante la gira Ending on a High Note.

El 14 de junio, tuvo la premier mundial, en la web oficial de VG, la canción que en ese entonces era la canción de despedida del grupo, "Butterfly, Butterfly (The Last Hurrah)", que salió a la venta en varios países. La canción fue incluida además como la última del recopilatorio definitivo de a-ha, 25, un doble disco (algunas ediciones con un DVD) que celebra los 25 años de éxitos de la banda realizando un recorrido por sus sencillos de éxito además de incluir otras canciones y algunas remezclas difíciles de encontrar. El vídeo para la canción fue rodado en Brighton, Reino Unido, con Steve Barron a la cabeza.

"Fue muy agradable trabajar de nuevo con a-ha, sobre todo porque hacía mucho que no había realizado un vídeo musical. Cuando Magne contactó conmigo dijo que se trataba de cerrar el círculo, ya que 'Take on Me' [dirigido por Barron] fue el principio de todo.
Quería crear una película realmente emotiva que acompañara a los sentimientos de la canción, para, con suerte, lograr saltar las lágrima de, especialmente, los fans. [...] Pedí a Morten, Mags y Pål que, de manera casi incómoda, se acercaran, se abrazaran y en silencio se dijeran adiós.[...] Parecía resumir todo por lo que los tres han pasado y aún permanecer como uno."
Steve Barron

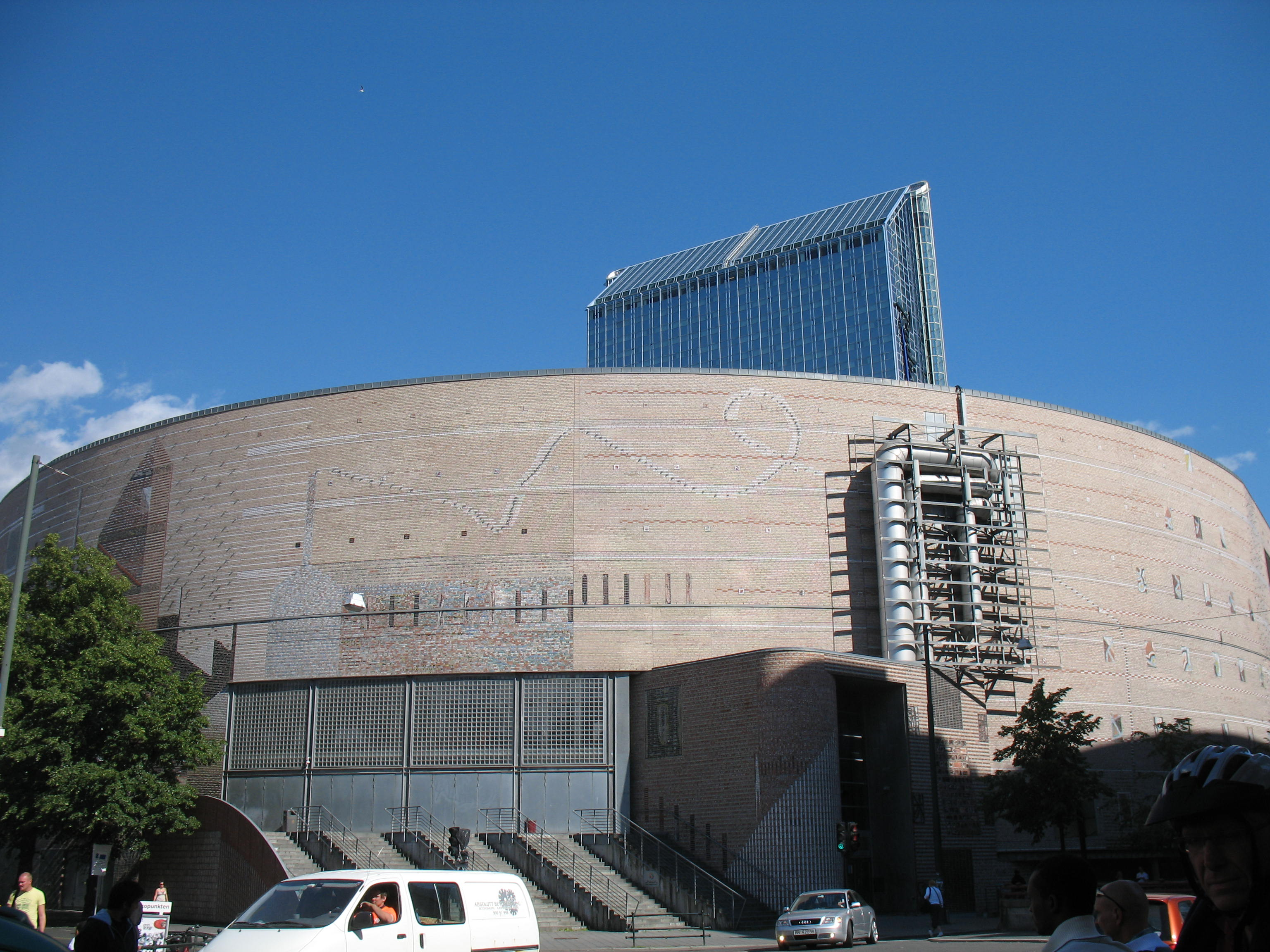
Oslo Spektrum en Noruega, lugar de los cuatro conciertos de despedida de a-ha el 30 de noviembre y el 2, 3 y 4 de diciembre de 2010.

Estos lanzamientos de despedida fueron acompañados por una reedición de lujo de sus álbumes Hunting High and Low y Scoundrel Days, el primero con motivo del 25.º aniversario de su lanzamiento. En el marco no discográfico se publicaron un libro de la gira Ending on a High Note y una actualización de la biografía de 2004, The Swing of Things 1985-2010, puesta al día por el propio autor de la obra original (que esta vez, sin embargo, no incluye CD), además de gran cantidad de merchandising con motivos de la gira y del grupo.
El 3 de diciembre, se celebró en Oslo una fiesta de fanes oficial, como evento conmemorativo. También tuvieron lugar exposiciones de fotos y de la historia del grupo. El 4 de diciembre, a-ha dio el último concierto de la gira en el Oslo Spektrum, que fue grabado, sorprendiendo a los asistentes con una interepretación de la canción "Bowling Green" de The Everly Brothers en homenaje a Terry Slater. Con este concierto especial a-ha se disolvió, aunque volverían 4 años después.

"Por donde empezar... supongo que 'gracias a todos' lo resume todo perfectamente.
'Gracias' es lo único que tiene sentido llegados a este punto. Gracias fanes y amigos, por darnos vuestra mente, vuestro tiempo, pasión, en algunos casos pedazos de vuestra vida, y, sin duda, cantidades considerables de vuestro dinero. Habéis hecho pisible que nos dedicáramos a lo que nos gustaba de la manera que esperamos.
Este es el final para nosotros, y no sabremos lo que podría haber traído un futuro juntos. Pero sí sabemos lo que ha habido en el pasado; y fue impresionante formar parte de él.
Desde el inicio como amigos de la infancia, hasta la cúspide de nuestra carrera, y todo lo de entremedias, a-ha ha coloreado nuestras vidas de maneras que ni siquiera nosotros logramos entender.
Esto todo lo más lejos que el camino nos ha llevado - pero, ey, ¡ha sido un largo camino! Una cosa está clara: lo hicimos juntos. Ahora a-ha será el recuerdo de una vida que compartimos.
Así que, gracias a todos. No os olvidaremos y esperamos que vosotros tampoco lo hagáis ;-).
Y colorín colorado...
magne f (en nombre de a-ha)

### Segunda ruptura: 2011-2014
En la saga de los premios Spellamann, que abrió con una versión de "The Sun Always Shines on T.V." interpretada por varios artistas, a-ha fue premiado con el Premio de Honor.
El 25 de marzo de 2011, salió el primer sencillo del álbum en directo, "Summer Moved On (Live)". En abril se lanzó el álbum, Ending on a High Note – The Final Concert, en varios formatos, entre ellos, y por primera vez en un lanzamiento de a-ha, en disco Blu-ray en alta definición.
Pål Waaktaar-Savoy y Jimmy Gnecco formaron el grupo Weathervane. Su canción homónima, forma parte de la película Headhunters basada en la novela del escritor noruego Jo Nesbø. El 20 de agosto de 2011 presentaron el tema en directo en la 27.ª gala de los premios Amanda, parte del festival internacional de cine de Noruega.
Morten Harket lanzó dos álbumes solistas: Out of My Hands y Brother en 2012 y en 2014 respectivamente.
A-ha se reunió para una única actuación en la ceremonia en memoria de las víctimas de los atentados del 22 de julio en Oslo y Utøya que se celebró el 21 de agosto de 2011 en el Oslo Spektrum, donde interpretaron su tema "Stay on These Roads" junto a la Orquesta de Radio de Noruega.
A-ha se convirtió en uno de los primeros cinco artistas en formar parte del Rockheim Hall of Fame, localizado en Trondheim, Noruega, en una ceremonia que se celebró el 6 de noviembre de 2011.

### Tercera etapa: 2015-presente
El 4 de diciembre de 2014, exactamente cuatro años después de su separación formal, la web oficial publicó un comunicado en el que se anunciaban varios eventos para celebrar el trigésimo aniversario de la banda. Entre ellos, un concierto especial en el festival Rock in Río, que también celebra treinta años y reediciones de lujo de sus primeros álbumes, Hunting High and Low, Stay on These Roads, Memorial Beach y East of the Sun, West of the Moon que incluirá, por primera vez en DVD, el concierto Live in South America.
Posteriormente, el 25 de marzo de 2015, en una rueda de prensa en Berlín, a-ha anunció una reunión para 2015 y 2016 en la que lanzarán su décimo álbum de estudio, Cast in Steel (4 de septiembre) y la gira Cast in Steel Tour que comenzará en el Luna Park de Buenos Aires, Argentina el 24 de septiembre. El concierto en Rock in Río tendrá lugar el 27 de septiembre. Morten Harket aclaraba sin embargo que se trataba de una reunión temporal, "[...] Un álbum, una gira. Es una gran oportunidad de que nos permite escribir otro capítulo."
El 3 de julio, se estrenó la primera canción del álbum, «Under the Makeup». Desde el 18 de agosto se publican periódicamente muestras de las diferentes canciones y el 19 de agosto se inauguró la canción «The Wake» en el programa BBC Radio 2 de Ken Bruce.
El 21 de octubre del 2022, a-ha lanza un álbum y una película, ambos llamados True North. La película es una actuación en vivo que incluye clips escénicos de la naturaleza del norte de Noruega.

## Legado

### Influencias y posteridad
Hasta la fecha, es la banda de música pop, synth-pop, new wave y rock 'n' roll más exitosa a nivel mundial surgida en Noruega. En su apogeo a mediados de la década de 1980, la banda alcanzó el número uno en las listas de éxitos en Reino Unido y Estados Unidos, y tuvo éxito comercial en zonas no angloparlantes del mundo como Alemania, Francia y Sudamérica.
La principal influencia musical de la banda fueron The Doors. Otras influencias incluyen a ABBA, Bee Gees, David Bowie, o Duran Duran. El video musical de «Take On Me» se considera uno de los más distintivos de la década de 1980. El 17 de febrero de 2020, se convirtió en el quinto video de las décadas de 1980 y 1990 en alcanzar los mil millones de visualizaciones en YouTube.
Varias bandas y artistas han mencionado que A-ha han sido importantes para sus carreras, incluyendo a Chris Martin de Coldplay, Sarah Brightman, Adam Clayton de U2, o Graham Nash de Crosby, Stills, Nash & Young. Pitbull y Christina Aguilera interpretaron la canción "Feel This Moment", que interpola "Take On Me", en vivo en el MGM Grand durante los Billboard Music Awards de 2013, con una aparición sorpresa de Harket.

### Logros
La banda  marcó un récord Guinness por la mayor audiencia conseguida en un concierto de pago, con 198.000 espectadores en el Estádio do Maracanã en Río de Janeiro, Brasil, como parte del festival Rock in Río.
En 1986, fueron nominados a los Premios Grammy en la categoría de mejor artista nuevo. Ese mismo año ganaron 8 de las 11 nominaciones a los MTV Video Music Awards por "Take on Me" (6) y "The Sun Always Shines on T.V." (2). Además, a lo largo de su carrera han recibido 9 Spellemannprisen (el equivalente noruego al Grammy) y en 2009 recibieron un reconocimiento al mejor éxito noruego de los últimos 50 años por "Take on Me". En 2006, la banda recibió el premio Inspiration Award de los Q Awards.
A-ha también recibió una mención honorífica por "Take on Me" ya que ha sonado más de 3 millones de veces en las radios estadounidenses.

## Miembros
- Morten Harket: Voz. (1982-1994, 1998-2011, 2014-presente)
- Paul Waaktaar-Savoy: Guitarra, coros. (1982-1994, 1998-2011, 2014-presente)
- Magne Furuholmen: Teclados, guitarra y coros. (1982-1994, 1998-2011, 2014-presente)

### Banda de apoyo
- Karl-Oluf Wennerberg – batería (2009–presente)
- Erik Ljunggren – teclado, bajo, coros (2009–2016, 2019–presente)
- Even Ormestad – bajo, teclado (2015–presente)

## Discografía
- Hunting High and Low (1985).
- Scoundrel Days (1986).
- Stay on These Roads (1988).
- East of the Sun, West of the Moon (1990).
- Memorial Beach (1993).
- Minor Earth Major Sky (2000).
- Lifelines (2002).
- Analogue (2005).
- Foot of the Mountain (2009).
- Cast in Steel (2015).
- True North (2022).

## Giras
Hasta julio de 2022, A-ha ha actuado en un total de 730 conciertos por todo el mundo. Adicionalmente la banda realizó en 2008, cinco presentaciones con el nombre "An Evening with Morten Harket, Savoy and Magne F" como promoción de sus álbumes solistas, por lo tanto no son una gira. A continuación se muestra un listado de sus principales giras:
| #  | Presentación                           | Fecha         |
| -- | -------------------------------------- | ------------- |
| 1  | World Tour                             | 1986-1987     |
| 2  | Stay on These Roads Tour               | 1988-1989     |
| 3  | East of the Sun, West of the Moon Tour | 1991          |
| 4  | Memorial Beach Tour                    | 1993-1994     |
| 5  | Minor Earth Major Sky Tour             | 2000-2001     |
| 6  | Lifelines World Tour                   | 2002          |
| 7  | Analogue Tour                          | 2005-2006     |
| 8  | Foot of the Mountain Tour              | 2009          |
| 9  | Ending on a High Note Tour             | 2010          |
| 10 | Cast in Steel Tour                     | 2015-2016     |
| 11 | MTV Unplugged Tour                     | 2018          |
| 12 | Electric Summer Tour                   | 2018          |
| 13 | Hunting High and Low Live Tour         | 2019-2022 (*) |

- (*) Hunting High and Low Live Tour (conciertos en Japón y Singapur fueron cancelados; interrumpida por la pandemia de COVID-19).[61][62]

## Publicaciones
- a-ha Special de John Kercher (Grandreams LTD, 1986).
- Så Blåser Det På Jorden a-ha i Nærbilder de Henning Kramer Dahl y Håkon Harket (Aventura Forlag, 1986).
- The Story So Far de Tom Marcussen (Red Herring Publishing, 1986).
- Trois Vikings de Charme de Charlotte Wolf (Editions Corlet, 1986).
- In Their Own Words (ómnibus Press, 1986).
- The Official Photo Book de Hanne Möller-Hansen y prólogo de Magne Furuholmen (CBS/Sony, 1988).
- The Swing of Things de Jan Omdahl (Press, 2004; reeditado en 2010).
- An Evening with Morten Harket, Savoy and Magne F (Swinglong, 2008).
- Foot of the Mountain Tour Book (2009).
- Ending on a High Note Tour Book (2010).
- A-ha: Down to the Tracks (2020).

En 2002 el autor Pål H. Christiansen escribió la novela Drømmer om storhem inspirada por a-ha, especialmente por Paul Waaktaar-Savoy. La novela fue adaptada al alemán y en 2008 al inglés, titulada The Scoundrel Days of Hobo Highbrow.